# Biantes gandakoides
Biantes gandakoides is een hooiwagen uit de familie Biantidae. De wetenschappelijke naam van Biantes gandakoides gaat terug op J. Martens.